# Belski potok
Belski potok je povirni krak Senovskega potoka, ki izvira v bližini naselja Senovo in se pri Brestanici izliva v Lokovški potok. Ta se v bližini gradu Brestanica kot levi pritok izliva v reko Savo. 